# Aire urbaine de Fumel
L'aire urbaine de Fumel est une aire urbaine française constituée autour de la ville de Fumel, (Lot-et-Garonne).

## Caractéristiques
L'aire urbaine de Fumel est composée de 9 communes, toutes situées en Lot-et-Garonne.
Son pôle urbain est l'unité urbaine de Fumel, formée de 5 communes.

### Communes
Liste des communes appartenant à l'aire urbaine de Fumel selon la nouvelle délimitation de 2010 et sa population municipale en 2010 (liste établie par ordre alphabétique) :
| Nom                     | Code Insee | Statut | Superficie (km2) | Population (dernière pop. légale) | Densité (hab./km2) |
| ----------------------- | ---------- | ------ | ---------------- | --------------------------------- | ------------------ |
| Condezaygues            | 47070      |        | 10,81            | 837 (2022)                        | 77                 |
| Cuzorn                  | 47077      |        | 23,34            | 850 (2022)                        | 36                 |
| Fumel                   | 47106      |        | 22,66            | 4 696 (2022)                      | 207                |
| Monsempron-Libos        | 47179      |        | 9,05             | 2 104 (2022)                      | 232                |
| Montayral               | 47185      |        | 24,54            | 2 667 (2022)                      | 109                |
| Saint-Front-sur-Lémance | 47242      |        | 19,58            | 501 (2022)                        | 26                 |
| Saint-Vite              | 47283      |        | 5,47             | 1 187 (2022)                      | 217                |
| Salles                  | 47284      |        | 21,58            | 287 (2022)                        | 13                 |
| Thézac                  | 47307      |        | 11,21            | 209 (2022)                        | 19                 |

## Évolution démographique
L'évolution démographique ci-dessous concerne l'aire urbaine selon le périmètre défini en 2010.
| 1968   | 1975   | 1982   | 1990   | 1999   | 2009   | 2011   | 2013   |
| ------ | ------ | ------ | ------ | ------ | ------ | ------ | ------ |
| 15 928 | 17 002 | 16 725 | 15 648 | 14 415 | 14 196 | 14 017 | 13 943 |

| 2018   | - | - | - | - | - | - | - |
| ------ | - | - | - | - | - | - | - |
| 13 437 | - | - | - | - | - | - | - |